# Jean Baptiste Desormery
Jean Baptiste Desormery (Nancy, 1772 - 1813) fou un pianista i compositor francès, fill de Léopold-Bastien Desormery.
Estudià composició sota la direcció del seu pare, i piano amb Hüllmandel.
Se li deuen: 
- sonates per a piano sol, obres 1, 2, 7, 14 i 16;
- sonates per acompanyament, obres 5, 6, 9 i 15;
- Sonata a 4 mans, op, 11;
- Aires variats i Fantasies.

El 1831 publicà el seu op. 19, composta de 24 estudis per a piano, en els 24 tons.